# Black Cobra (groupe)
Pour les articles homonymes, voir Black Cobra.
Black Cobra est un groupe de sludge metal américain, originaire de San Francisco, en Californie. 

## Biographie
Formé en 2001, Black Cobra se compose de seulement deux membres : Rafa Martinez (ancien membre d'Acid King) à la batterie et Jason Landrian (ancien membre de Cavity), chanteur et guitariste. Leur premier EP de trois morceaux, sorti en 2004, servira de brouillon aux deux musiciens. Alors que le premier EP est plutôt mal accueilli, les critiques ont jugé les deux albums sortis sur At a Loss comme étant pour la plupart moyens,,,,.
Le groupe se fait réellement connaître en 2006 avec son album Bestial, véritable vague dans la scène sludge metal alors en pleine explosion,,. S'en suivra une tournée européenne, notamment au Roadburn Festival en 2007. Rapidement, ils composent de nouveaux titres pour la sortie de leur deuxième album Feather and Stone en 2007. Guitares saturées, chant hardcore éraillé, rythme lourd et saccadé, voilà ce qui ressort de cet opus, dont les riffs laissent entrevoir des influences de Mastodon. Leur production Chronomega, sortie en 2009 ne fera pas autant d'émules. Les Californiens planchent alors sur Invernal en 2011, bien plus remarqué.
Leur dernier album sorti en 2016, Imperium Simulacra, sera un grand pas en avant pour le duo. Plus psychédélique, aux constructions instrumentales chaotiques, Black Cobra commence à se tourner vers des horizons plus heavy metal,,,.

## Style musical
Au fil des albums, le genre musical de Black Cobra évoluera beaucoup. Références du sludge/doom, aux influences punks/hardcores, déviant sur du heavy metal avec leur dernier opus Imperium Simulacra (2016), leur musique, souvent inclassable, casse les codes et créer leur style unique.

## Membres
- Jason Landrian – guitare, chant
- Rafael « Rafa » Martinez – batterie

## Discographie

### Albums studio
- 2006 : Bestial (At a Loss Recordings)
- 2007 : Feather and Stone (At a Loss Recording)
- 2009 : Chronomega (Southern Lord Records)
- 2011 : Invernal (Southern Lord Records)
- 2016 : Imperium Simulacra (Season of Mist)

### EP
- 2004 : Black Cobra
- 2007 : Split avec Eternal Elysium (Diwphalanx Records)